# Cornel Gheți
Cornel Gheți (n. 23 iunie 1986) este un fotbalist român care în prezent evoluează la clubul Milsami Orhei în Divizia Națională.

## Palmares

### Club
Milsami Orhei
- Divizia Națională: 2014–15
- Cupa Moldovei: 2011-12
- Supercupa Moldovei: 2012